# 湯浅廉孫
湯浅 廉孫（ゆあさ おさひこ、1873年 - 1942年）は、日本の漢学者。本名：孫三郎、空斎と号す。夏目漱石の門下生としても知られる。

## 来歴
1873年（明治6年）、岡山県上道郡冨山村海吉（現・岡山市中区海吉）に生まれる。第一高等中学校予科三級に入学するも、在学中、四国の松山で遊んだ時、友人から「五高が面白い」と言われ、1895年（明治28年）に熊本の第五高等学校へ転学。翌年、五高に赴任してきた夏目漱石と出会う。湯浅は生活に困っていたため、漱石の勧めで1899年（明治32年）より漱石宅に書生として住み込んだ。漱石宅に寄宿した書生としては他に俣野義郎（実業家、『吾輩は猫である』の多々良三平のモデルとされる）・土屋忠治（裁判官）がおり、前の年に卒業している。湯浅は在学中、漢籍ばかり読んでいて他の学科は勉強しなかったため、漢学にかけては教授以上と言われるほどであったが、卒業前にドイツ語の点が足りないことが問題とされた。しかし、漱石が「こんな篤学者を全く関係のない外国語の点位で大学へ送らぬという筈はない」と擁護したおかげで、1900年（明治33年）7月に五高を卒業した。
同年9月、東京帝国大学文科大学漢学科に入学。漱石もイギリス留学が決まって熊本を離れることになったため、7月に漱石一家と同じ汽車で上京した。このときの経験から、彼を『三四郎』のモデルの一人とする説もある。漱石は留学中も、五高時代の書生だった俣野・土屋・湯浅（三人とも帝大に進学）のことを気にかけており、鏡子夫人宛の手紙でもこの三人にしばしば言及している。
1904年（明治37年）、東京帝国大学を卒業。激石の口添えで、伊勢の神宮皇学館に教授として奉職した。このとき漱石から「貧乏な進士ありけり時鳥」という句を記した短冊を贈られ、廉孫はそれを終生書斎に掲げていたという。1911年（明治44年）、漱石が文学博士号を辞退したとき、「意固地にされず、もらって鼻紙にでもされたら良かったのです」と進言し、漱石を苦笑させた。
1921年（大正10年）、広島高等師範学校に転任したが、前任者の就職先が未定と知ると、その処遇が決まるまで下宿に籠って出勤しなかった。1923年（大正12年）、第三高等学校教授となる。1931年（昭和6年）、三高で起きた学生達のストライキによる校長森外三郎の引責辞職に伴って廉孫も退職し、以後、龍谷大学、大谷大学、京都女子専門学校で講師を務めた。
1932年（昭和7年）、岩波書店から漱石の『木屑録』が復刻されたとき、同書の訓読訳文を担当した。1941年（昭和16年）『漢文解釈における連文の利用』（文求堂書店）を出版するが、最終校正の前に死去した。同書は連文の成立、用法についての先駆的な研究として評価されている。
長男・湯浅幸孫（京都大学文学部教授、1917 - 2003）も中国古典哲学者で、二代にわたる蔵書は京都大学と岡山大学に譲渡され、岡山大学図書館では「湯浅文庫」で保管されている。清朝から民国初期にかけての漢籍6,641冊を軸に、国内では他にないものもあって、第一級のコレクションとされる。

## 著書
- 『漢文解釈における連文の利用』朋友書店 、1980年（文求堂書店版の複製）
- 小宮豊隆解説・湯浅廉孫訳文『名著複刻漱石文学館・木屑録』日本近代文学館、1975年